# Kamskrake
Kamskrake (Lophodytes cucullatus) är en nordamerikansk fågel i familjen änder. Den häckar i USA och södra Kanada i våtmarker och trädkantade dammar. Felflugna individer har påträffats i Europa, men de allra flesta fynden tros utgöras av förrymda parkfåglar. Arten ökar i antal och beståndet anses livskraftigt.

## Utseende

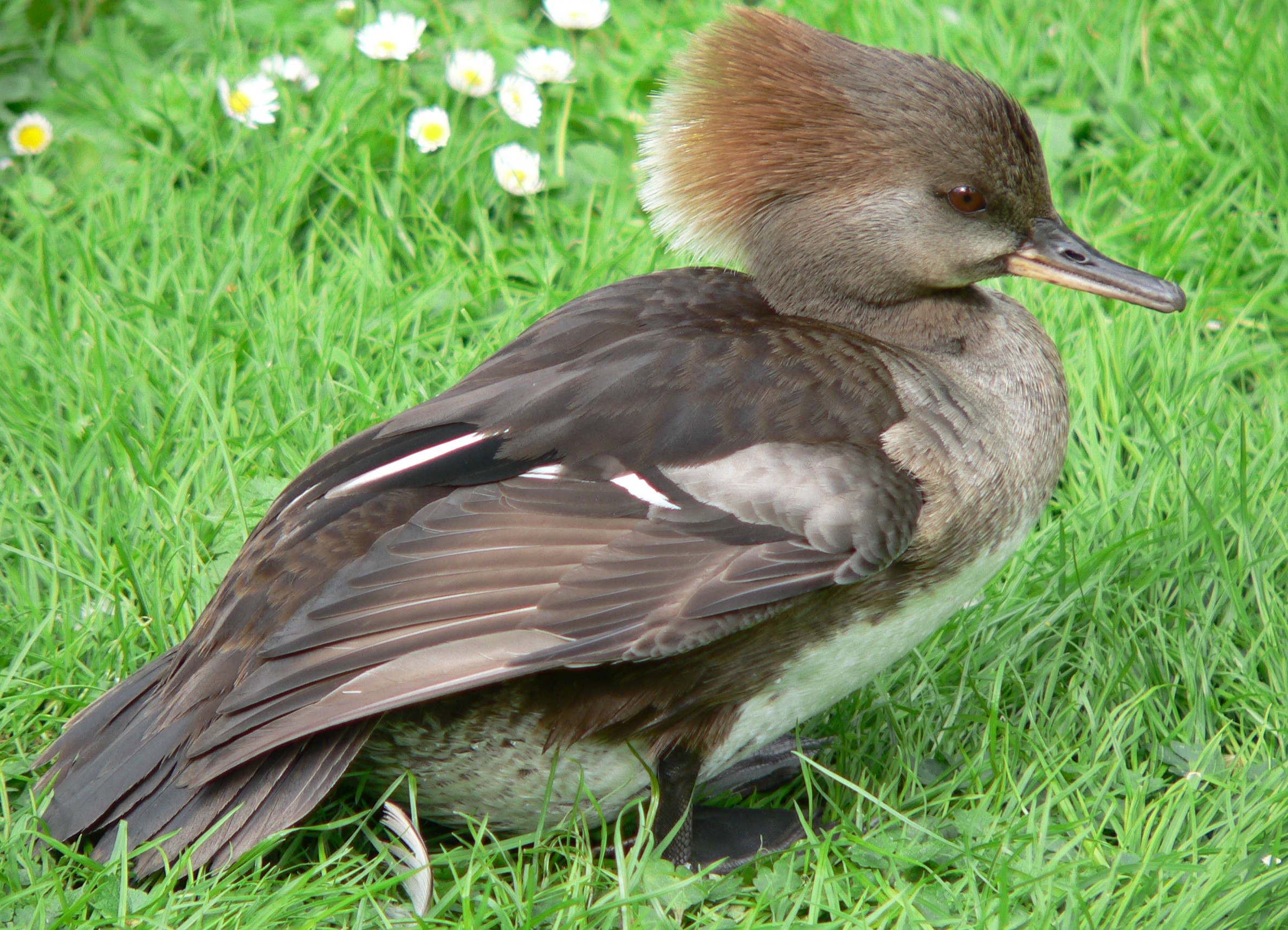
Hona kamskrake.

Kamskraken är en praktfull liten skrake med en karakteristisk tofs som gör att huvudet ser avlångt och överdimensionerat ut. Hanen är svart ovan med vitt bröst och kastanjefärgade flanker. Det svarta huvudet har en stor vit fläck som varierar i storlek beroende på om tofsen är uppfälld eller inte. Honan och ungfågeln är grå och brun i färgerna med varma kaneltoner på huvudet och tofsen.

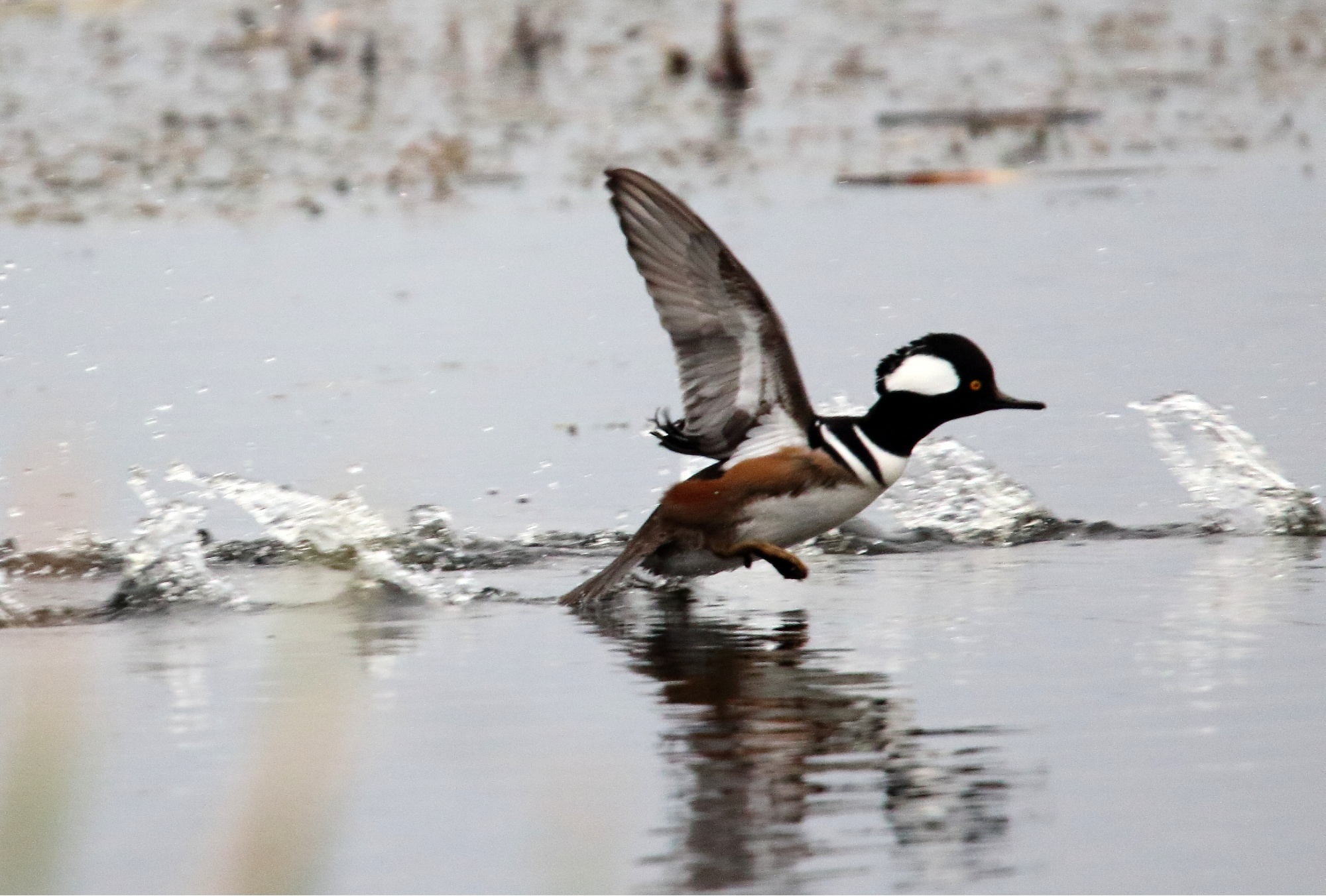
Hane i flykten.

## Läten
Hanens spelläte är ett lågt, spinnande och kraxande ljud, medan honans läte är en mjuk kraxning.

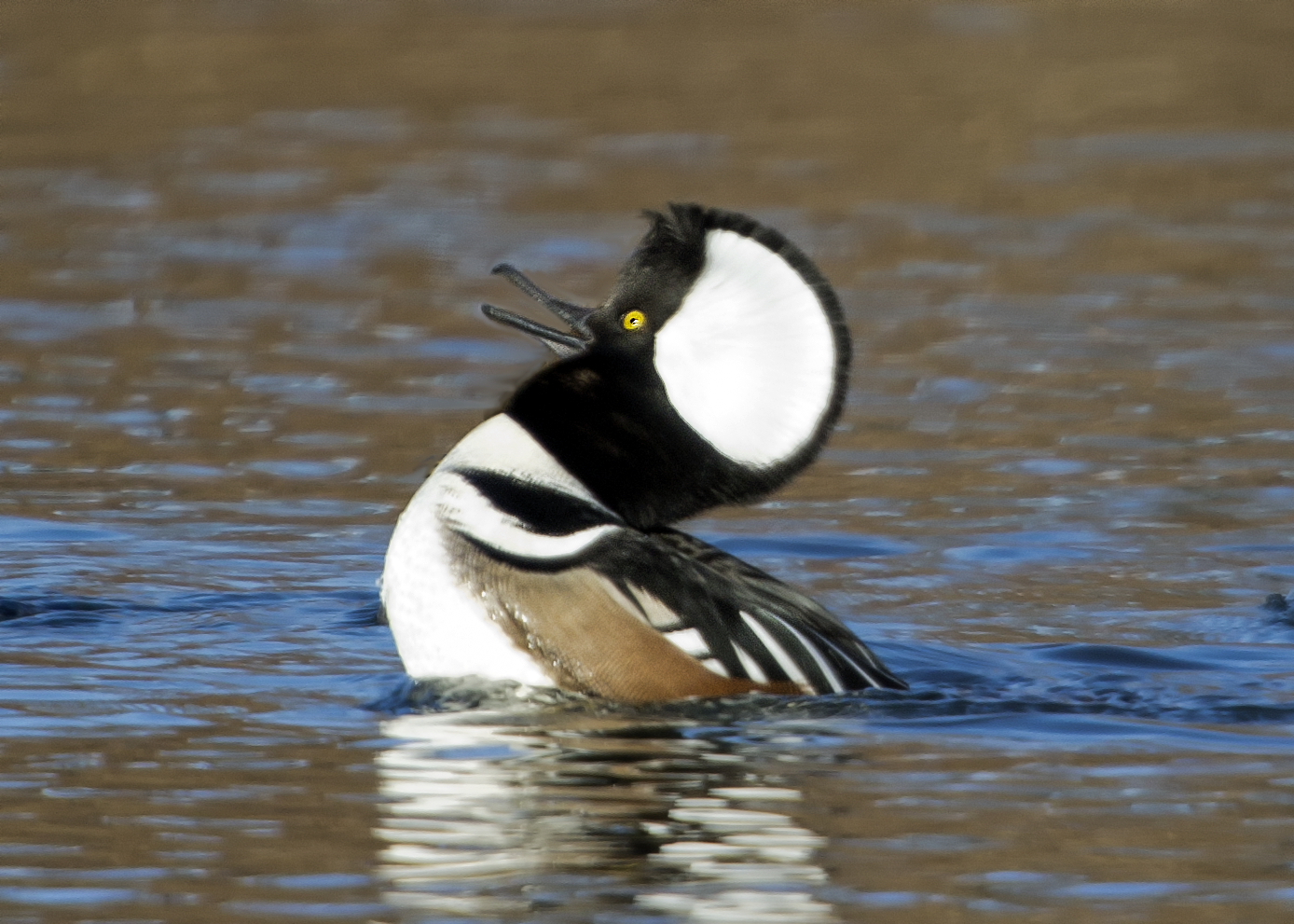

## Utbredning och biotop
Kamskraken häckar i träsk och trädbeväxta dammar i norra delarna av USA och södra Kanada. De är kortflyttare och övervintrar i USA där det finns öppna vattenytor i dammar, sjöar och floder. 

### Uppträdande utanför utbredningsområdet
Man har konstaterat att det har förekommit felflugna individer som har dykt upp i Europa. På grund av att de är vanliga parkfåglar runt om i världen kan man dock bara med säkerhet konstatera ringmärkta individer som vilda och inte parkrymlingar. I Sverige anses inga av de 27 fynden utgöras av amerikanska individer.

## Levnadssätt

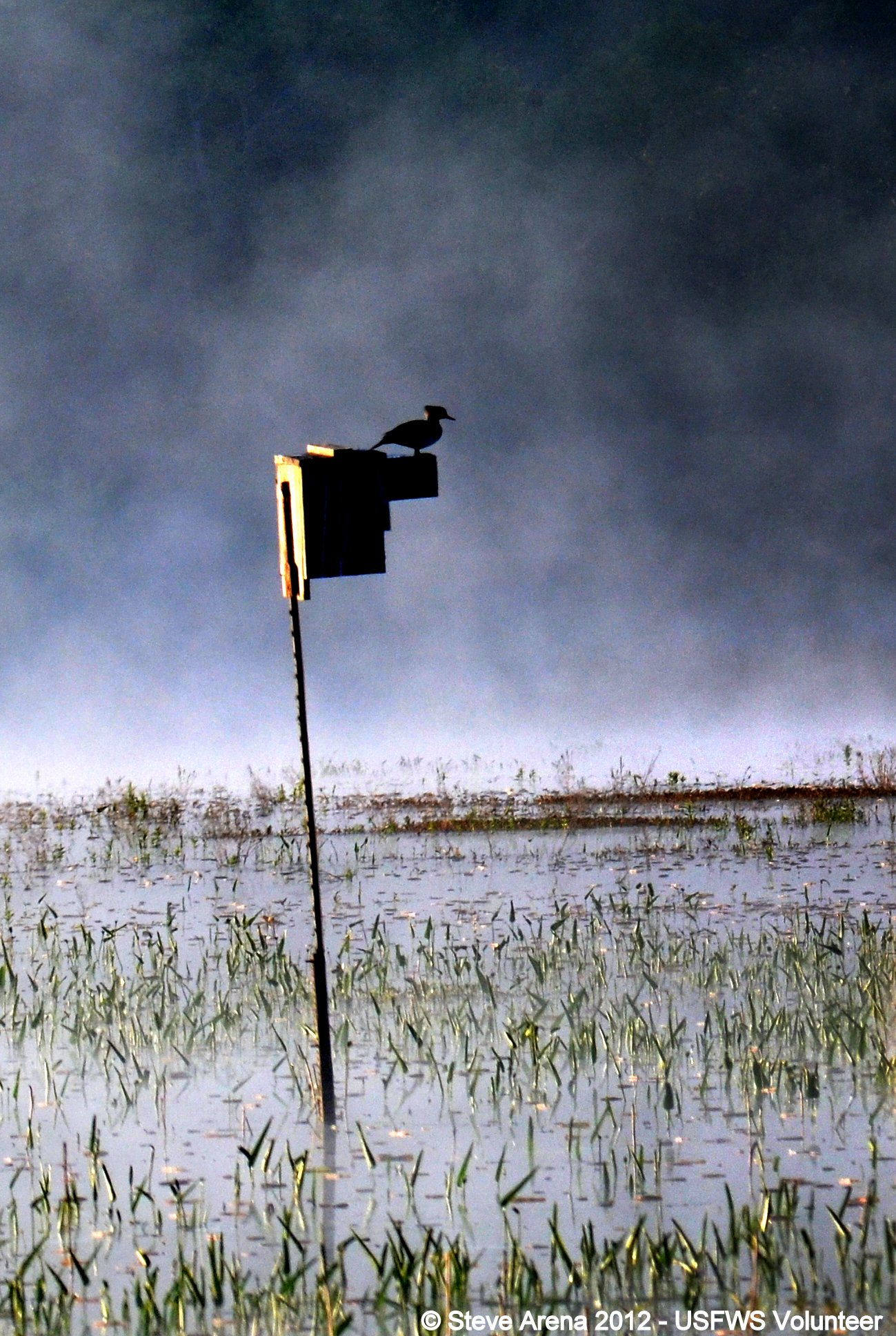
Hona kamskrake möter dagen från toppen av sin fågelholk.

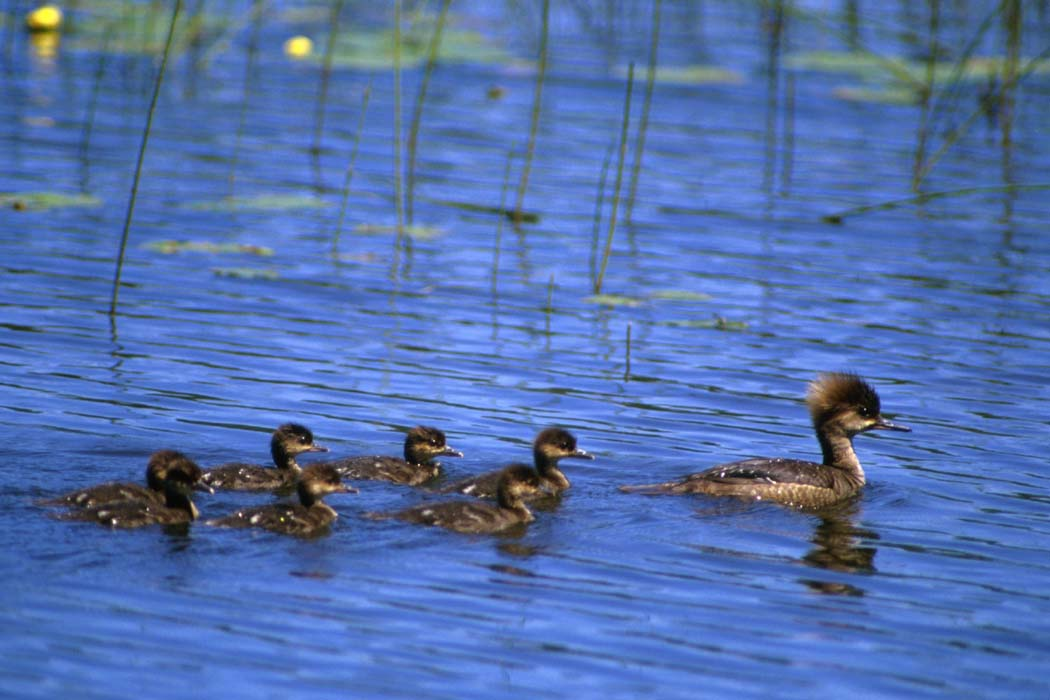
Hona kamskrake med nio ungar.

Kamskraken dyker och simmar under vatten efter föda vilket består av småfisk, kräftdjur och vatteninsekter. De föredrar att bygga sitt bo i trädhålor i närheten av vatten men nyttjar även lediga och tillgängliga holkar uppsatta för brudand (Aix sponsa). Honan lägger sju till 15 ägg som enbart hon själv ruvar. Kamskraken är dock känd för sin boparasitism, det vill säga att fågeln lägger ägg i andra artfränders bon. På så sätt har bon med hela 44 ägg påträffats. Ungarna lämnar boet inom 24 timmar efter att de kläckts.

## Systematik
Tidigare placerades kamskraken i skraksläktet Mergus, men förs numera som enda art till det egna släktet Lophodytes. Den behandlas som monotypisk, det vill säga att den inte delas in i några underarter.

### Fossilt fynd av besläktad art
Man har funnit ett fossilt fynd av en and från sen pleistocen i Vero Beach i Florida, som först beskrevs som Querquedula floridana (ett släkte som nu slagits samman med släktet Anas), men efter ytterligare undersökningar fann man att den fossila anden är nära besläktad med kamskrake och har nu det vetenskapliga namnet Lophodytes floridanus. Dock är det exakta släktförhållandet mellan dessa båda arter än så länge okänt.

## Status och hot
Arten har ett stort utbredningsområde och en stor population, och tros öka i antal. Utifrån dessa kriterier kategoriserar IUCN arten som livskraftig (LC). Uppskattningar visar att arten ökat mycket markant de senaste 40 åren, med hela 1100 %.

## Namn
På svenska har fågeln också kallats tofsskrake. Det vetenskapliga artnamnet cucullatus betyder "behuvad", medan släktesnamnet Lophodytes är en sammanfogning av grekiska lophos ("tofs") och dutes ("dykare"), alltså "dykare med tofs".